# Адамсон, Кэри
Кэри Адамсон (анг. Carey Adamson; 5 сентября 1942, Фэрли, Новая Зеландия — 10 мая 2019 года, Новая Зеландия) — новозеландский военный деятель, маршал авиации. С 1995 по 1999 год Начальник Воздушных сил, а с 1999 года по 2001 год Начальник Сил обороны.

## Биография
Кэри родился в небольшом городке Фэрли, затем учился в средней школе для мальчиков в городе Тимару. После окончания школы поступил в учебный корпус Королевских военно-воздушных сил Новой Зеландии, а в 1961 году поступил на службу в ВВС Новой Зеландии и летал на самолёте Остер. В 1964 году Адамсон был отправлен в Соединенные Штаты Америки для обучения на самолёте Lockheed C-130 Hercules, которые строились в США для ВВС Новой Зеландии. В 1965 году он вернулся в Новую Зеландию на этом самолёте.
Кэри Адамсон дважды был в командировке в Германии и летал в так называемом «Берлинском коридоре», а также был пилотом во время Войны во Вьетнаме. Адамсон совершил полёт в Антарктику на самолёте Lockheed C-130 Hercules.
В 1982 году стал командиром 40 эскадрильи Королевских военно-воздушных сил Новой Зеландии. В сентябре 1995 году был назначен Начальником Воздушных сил Новой Зеландии и занимал этот пост до 24 февраля 1999 года. В 1999 году занимает должность Начальника Сил обороны Новой Зеландии. Он проделал большую работу во время кризиса в Восточном Тиморе в 1999 году, а Вооружённые силы Новой Зеландии принимали участие во время операции Международных сил в Восточном Тиморе. В 2001 году ушёл в отставку в результате скандала с закупкой военной технике.
Адамсон умер 10 мая 2019 года.

## Награды
В 1979 году Адамсон был награждён крестом ВВС. В 1999 году он был награждён Орденом Заслуг (Новая Зеландия).

## Примечание
1. 1 2  Pilot's painful duty to clip wings of his own fighters. NZ Herald. 22 февраля 2002. Архивировано 25 января 1999. Дата обращения: 2 февраля 2020.
2. ↑  SUPPLEMENT TO THE LONDON GAZETTE, 16TH JUNE 1979. THE LONDON GAZETTE. Архивировано 17 мая 2019. Дата обращения: 2 февраля 2020.
3. ↑  New Year Honours List 1999 (нз. англ.). New Year Honours List 1999. Дата обращения: 2 февраля 2020. Архивировано 20 февраля 2020 года.